# Jeronimas Ralys

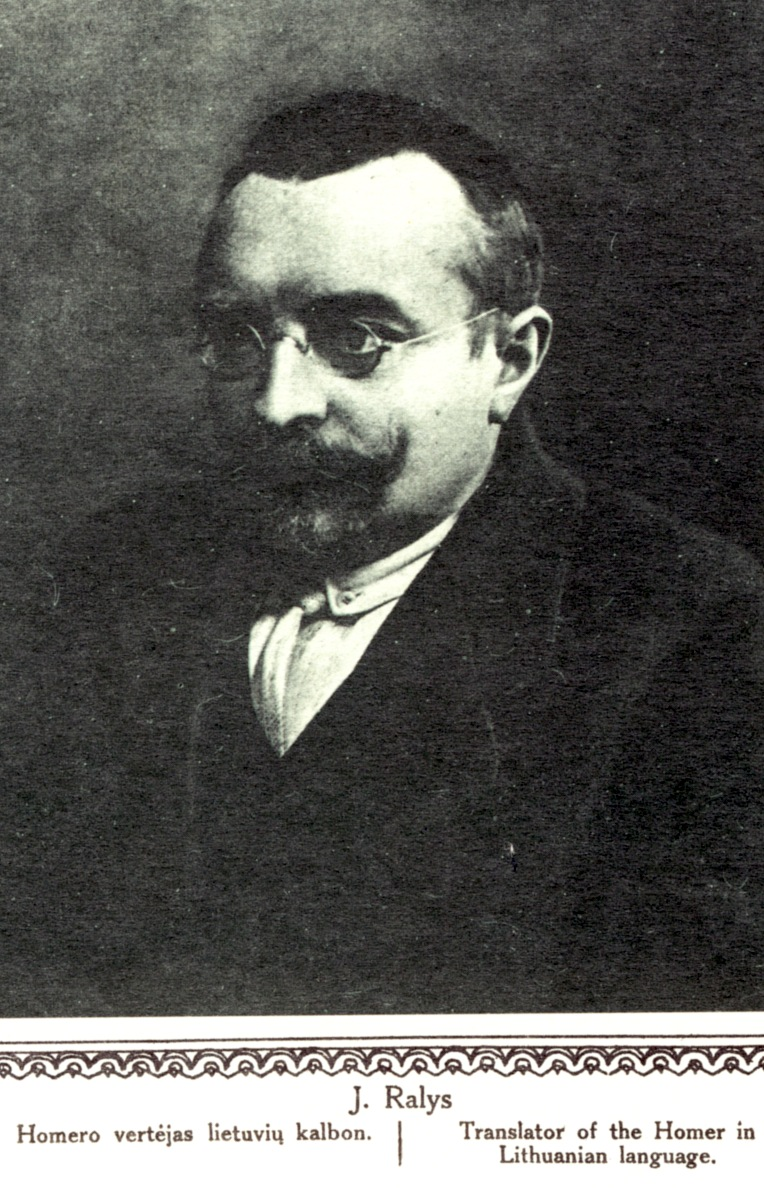

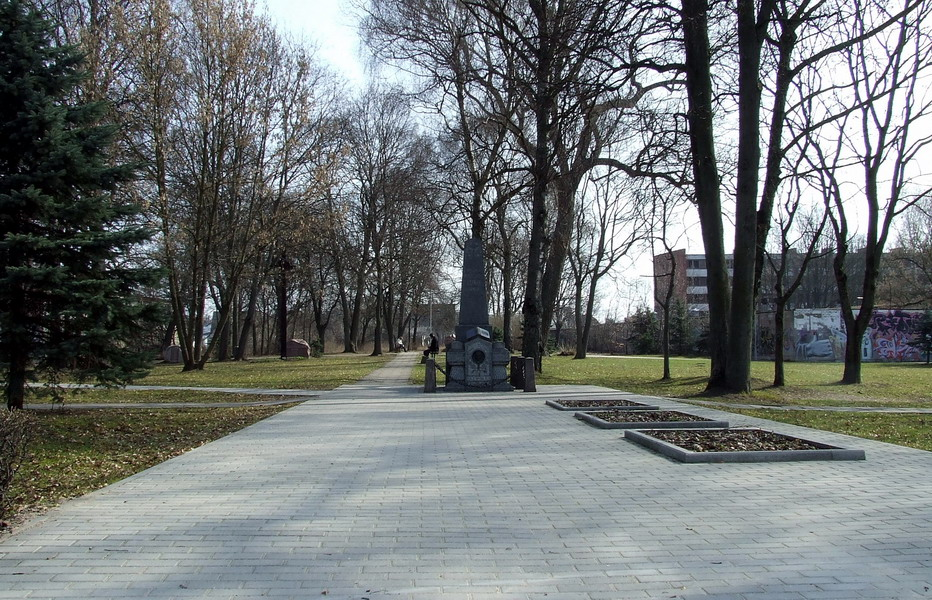
Grabmal von Ralys, Alter Friedhof Jonava

Jeronimas Ralys (* 28. September 1876 in Antapusinė, Rajon Viduklė, Bezirk Raseiniai; † 17. Dezember 1921 in Jonava, Litauen) war ein litauischer Arzt und Übersetzer, Ehrenbürger der Rajongemeinde Jonava.

## Leben
Ralys absolvierte 1896 das Julius-Janonis-Gymnasium in Šiauliai. Seine Lieblingsfächer waren Geschichte, Literatur und klassische Philologie (Griechisch und Latein). Bereits in der fünften Klasse begann er mit ersten Übersetzungen der Odyssee von Homer. 1903 schloss er sein Medizinstudium an der Medizinischen Fakultät der Universität Moskau in Russland ab. Er engagierte sich in der Sozialdemokratischen Partei Litauens. Ab 1908 arbeitete er in Prienai, Daujėnai, Jonava. 1914 als Soldat eingezogen, arbeitete er ab 1918 wieder in Jonava.
Berühmt wurde er durch die Übersetzung der Odyssee ins Litauische, die im Jahre 1921 erschien. Fortgesetzt hat er seine Übersetzungstätigkeit mit Ilias, die nach Vervollständigung durch weitere Autoren im Jahre 1930 erschien.
Nach Ralys wurde die ehemalige 1. Mittelschule Jonava, jetzt Jeronimas-Ralys-Gymnasium in Jonava (Stadtteil Lietava) benannt. Ein Asteroid wurde 2025 nach ihm benannt: (406006) Ralys.